# الحفيد (فلم)
الحفيد فيلم مصري ويعدّ أحد أهم كلاسيكيات السينما المصرية. أنتج عام 1974 وهو بطولة عبد المنعم مدبولي وكريمة مختار ونور الشريف وميرفت أمين ومحمود عبد العزيز ومنى جبر.
زينب أم لديها 7 أبناء. يتقدم شفيق لزواج ابنتها نبيلة، وهو إنسان مكافح يميزه أنه يريد إنهاء مستقبله ومستقبل نبيلة بنجاح. ويتفق معها على أن لا تنجب أي طفل إلا بعد انهاء دراستهم بشكل تام. إلا إن والدة نبيلة تعارض هذا الفكرة بعد أن تحكي لها نبيلة هذا الشيء، وترغمها ألا تتناول حبة من حبوب منع الحمل حتى تُرزق بمولودها الأول. وبالفعل تمتنع نبيلة عن ذلك، وتحبل، وبعد أن يكتشف شفيق أن زوجته لم تحافظ على اتفاقهما يترك لها البيت.

## بطولة
| - ميرفت أمين: نبيلة - نور الشريف: شفيق - منى جبر: أحلام - عبد المنعم مدبولي: حسين | - كريمة مختار: زينب - محمود عبد العزيز: جلال - نسرين: جيهان - وحيد سيف: مصطفى | - إسكندر منسي: زميل حسين في العمل - عبد الغني النجدي: بتاع الفراخ - هانم محمد: حماه أحلام - دينا عبد الله: سوسن | - أسامة عباس: الدكتور - ميرفت على: هالة - محمد يحيى: سامى - مدحت جمال: عاطف | - شريف يحيى: مراد - محمد صفوت - طوسون معتمد |

## فريق العمل
- مدير التصوير: كمال كريم
- مونتير: عبد العزيز فخرى
- قصة وسيناريو وحوار: عبد الحميد جودة السحار- أحمد عبدالوهاب - عاطف سالم
- مخرج: عاطف سالم
- مساعد مخرج ثاني: ليلى إبراهيم
- كلاكيت: لبيب سواده
- مخرج مساعد: أحمد عيسى
- الألحان والموسيقى التصويرية: فؤاد الظاهرى
- منتج: أفلام محمد فرج- دولار فيلم

## روابط خارجية
- مقالات تستعمل روابط فنية بلا صلة مع ويكي بيانات